# Mol (construcție)

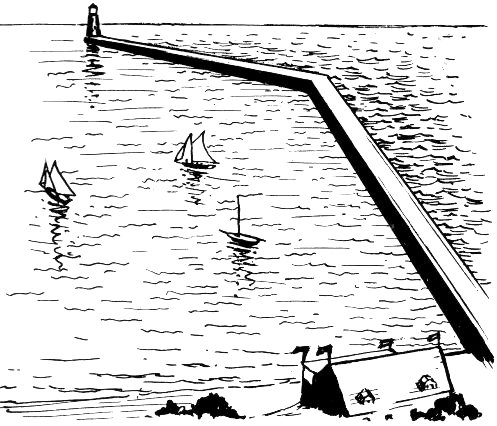
Mol

Mol se numește o construcție hidrotehnică caracteristică bazinelor portuare, care înaintează de la linia coastei către interiorul bazinului, mărind astfel frontul cheurilor și deci capacitatea de operare a portului. Are și rolul de a micșora acțiunea valurilor, din acest motiv fiind numit și dig spargeval. Are o lungime de la 200 m pînă la 1 000 m, iar lățimea sa ajunge în porturile mari până la 200 m. Cele trei laturi ale unui mol înconjurate de apă sunt amenajate cu cheuri prevăzute cu magazii și platforme pentru păstrarea temporară a mărfurilor importate sau exportate.
Partea terminală a unui mol se numește cap de dig sau muzoar.
În cadrul lucrărilor de modernizare și extindere a Portului Constanța, pe Digul de Nord a fost amenajat un mol cu o dană specială la care să acosteze nave de pasageri. Lungimea frontului de acostare este de 293 m, iar adâncimea la cheu este de 13,5 m, asigurând acostarea unor nave mari, cu pescaje de până la 10-11 m.